# Copa de China 2014
La Copa de China Lexus de 2014 fue una competición internacional de patinaje artístico sobre hielo, la tercera del Grand Prix de patinaje artístico sobre hielo de la temporada 2014-2015. Organizada por la federación china de patinaje, tuvo lugar en Shanghái, entre el 7 y el 9 de noviembre de 2014. Hubo competiciones en las modalidades de patinaje individual masculino, femenino, patinaje en parejas y danza sobre hielo y sirvió como clasificatorio para la Final del Grand Prix de 2014.

## Resultados

### Patinaje individual masculino
Durante el calentamiento anterior al programa libre, Yan Han y Yuzuru Hanyu sufrieron una colisión. Ambos resultaron heridos, pero decidieron patinar.
| Clasificación | Nombre           | País           | Total  | Programa corto | Programa corto | Programa libre | Programa libre |
| ------------- | ---------------- | -------------- | ------ | -------------- | -------------- | -------------- | -------------- |
| 1             | Maksim Kovtun    | Rusia          | 243,34 | 1              | 85,96          | 1              | 157,38         |
| 2             | Yuzuru Hanyu     | Japón          | 237,55 | 2              | 82,95          | 2              | 154,60         |
| 3             | Richard Dornbush | Estados Unidos | 226,73 | 4              | 77,23          | 4              | 149,50         |
| 4             | Nam Nguyen       | Canadá         | 221,85 | 6              | 72,85          | 5              | 149,00         |
| 5             | Misha Ge         | Uzbekistán     | 219,28 | 7              | 69,46          | 3              | 149,82         |
| 6             | Yan Han          | China          | 206,65 | 3              | 79,21          | 7              | 127,44         |
| 7             | Alexei Bychenko  | Israel         | 204,15 | 5              | 76,96          | 8              | 127,19         |
| 8             | Keiji Tanaka     | Japón          | 189,26 | 11             | 56,82          | 6              | 132,44         |
| 9             | Kim Jin-seo      | Corea del Sur  | 183,46 | 9              | 62,46          | 9              | 121,00         |
| 10            | Guan Yuhang      | China          | 177,66 | 8              | 63,69          | 10             | 113,97         |
| 11            | Wang Yi          | China          | 160,92 | 10             | 57,29          | 11             | 103,63         |

### Ladies
| Clasificación | Nombre                  | País           | Total  | Programa corto | Programa corto | Programa libre | Programa libre |
| ------------- | ----------------------- | -------------- | ------ | -------------- | -------------- | -------------- | -------------- |
| 1             | Yelizaveta Tuktamysheva | Rusia          | 196,60 | 2              | 67,99          | 1              | 128,61         |
| 2             | Yúliya Lipnítskaya      | Rusia          | 173,57 | 1              | 69,56          | 4              | 104,01         |
| 3             | Kanako Murakami         | Japón          | 169,39 | 3              | 60,44          | 3              | 108,95         |
| 4             | Polina Edmunds          | Estados Unidos | 161,27 | 7              | 50,32          | 2              | 110,95         |
| 5             | Gabrielle Daleman       | Canadá         | 161,26 | 4              | 58,49          | 5              | 102,77         |
| 6             | Li Zijun                | China          | 152,62 | 5              | 53,66          | 6              | 98,96          |
| 7             | Viktoria Helgesson      | Suecia         | 143,95 | 6              | 52,00          | 8              | 91,95          |
| 8             | Kim Hae-jin             | Corea del Sur  | 137,62 | 9              | 44,72          | 7              | 92,90          |
| 9             | Christina Gao           | Estados Unidos | 125,04 | 8              | 47,15          | 11             | 77,89          |
| 10            | Ashley Cain             | Estados Unidos | 124,81 | 11             | 39,80          | 9              | 85,01          |
| 11            | Anne Line Gjersem       | Noruega        | 122,78 | 10             | 41,93          | 10             | 80,85          |

### Patinaje de pareja
| Clasificación | Nombre                                        | País           | Total  | Programa corto | Programa corto | Programa libre | Programa libre |
| ------------- | --------------------------------------------- | -------------- | ------ | -------------- | -------------- | -------------- | -------------- |
| 1             | Peng Cheng / Zhang Hao                        | China          | 194,05 | 1              | 69,11          | 1              | 124,94         |
| 2             | Yu Xiaoyu / Jin Yang                          | China          | 173,33 | 3              | 57,03          | 2              | 116,30         |
| 3             | Wang Xuehan / Wang Lei                        | China          | 172,15 | 2              | 57,27          | 3              | 114,88         |
| 4             | Vera Bazarova / Andréi Deputat                | Rusia          | 166,44 | 4              | 56,85          | 4              | 109,59         |
| 5             | Nicole Della Monica / Matteo Guarise          | Italia         | 155,90 | 7              | 53,48          | 5              | 102,42         |
| 6             | Natasha Purich / Andrew Wolfe                 | Canadá         | 153,70 | 5              | 56,14          | 6              | 97,56          |
| 7             | Jessica Calalang / Zack Sidhu                 | Estados Unidos | 147,81 | 6              | 54,66          | 7              | 93,15          |
| 8             | Arina Cherniavskaya / Antonino Souza-Kordyeru | Rusia          | 133,45 | 8              | 46,74          | 8              | 86,71          |

### Ice dance
| Clasificación | Nombre                                  | País           | Total  | Danza corta | Danza corta | Danza libre | Danza libre |
| ------------- | --------------------------------------- | -------------- | ------ | ----------- | ----------- | ----------- | ----------- |
| 1             | Gabriella Papadakis / Guillaume Cizeron | Francia        | 160,12 | 3           | 62,12       | 1           | 98,00       |
| 2             | Maia Shibutani / Alex Shibutani         | Estados Unidos | 157,36 | 1           | 65,20       | 2           | 92,16       |
| 3             | Anna Cappellini / Luca Lanotte          | Italia         | 149,58 | 2           | 62,70       | 3           | 86,88       |
| 4             | Yelena Ilinyj / Ruslan Zhiganshin       | Rusia          | 144,70 | 4           | 60,48       | 4           | 84,22       |
| 5             | Alexandra Paul / Mitchell Islam         | Canadá         | 140,46 | 5           | 56,46       | 5           | 84,00       |
| 6             | Wang Shiyue / Liu Xinyu                 | China          | 126,18 | 6           | 49,50       | 6           | 76,68       |
| 7             | Zhang Yiyi / Wu Nan                     | China          | 108,66 | 7           | 44,90       | 7           | 63,76       |
| 8             | Zhao Yue / Zheng Xun                    | China          | 103,44 | 8           | 41,88       | 8           | 61,56       |